# Regionaal natuurpark van de Brenne
Het regionaal natuurpark van de Brenne (Frans: Parc naturel régional de la Brenne) is een regionaal natuurpark in Frankrijk in het departement Indre in de regio Centre-Val de Loire. Het gebied beslaat 1.672 km² en is gekend door de vele aangelegde visvijvers. Het heeft als bijnaam "land van de duizend vijvers", maar uit onderzoek is gebleken dat er in totaal 3.254 vijvers zijn van verschillende grootte. Door de afwezigheid van intensieve menselijke activiteit en de vele visvijvers is het een aantrekkingspool voor verschillende vogels. Het gebied is beschermd sinds 1989 en geregistreerd als Natura 2000-gebied.

## Gebied
Het gebied bevat volgende gemeenten in het departement Indre (regio Centre-Val de Loire):
- geheel het kanton Saint-Gaultier: Saint-Gaultier - Migné - Luzeret - Chitray - Nuret-le-Ferron  - Oulches - Rivarennes - Thenay
- geheel het kanton Le Blanc: Le Blanc - Ciron (Indre) - Concremiers - Douadic - Ingrandes - Pouligny-Saint-Pierre - Rosnay - Ruffec - Saint-Aigny
- geheel het kanton Bélâbre: Bélâbre - Lignac - Mauvières - Prissac - Saint-Hilaire-sur-Benaize - Tilly - Chalais
- kanton Tournon-Saint-Martin: Tournon-Saint-Martin - Lurais - Sauzelles - Mérigny - Lureuil - Fontgombault - Martizay - Néons-sur-Creuse - Preuilly-la-Ville
- kanton Mézières-en-Brenne: Mézières-en-Brenne - Azay-le-Ferron - Obterre - Paulnay - Sainte-Gemme - Saint-Michel-en-Brenne - Saulnay
- kanton Ardentes: La Pérouille - Luant - Sacierges-Saint-Martin - Chazelet
- kanton Buzançais: Vendœuvres - Méobecq - Neuillay-les-Bois

Het gebied kan men in grote lijnen indelen in 
- la Grande Brenne: noordelijk deel met afwisselend weide, vijvers en bos
- Vallei van de Creuse: scheiding tussen noordelijk en zuidelijk deel; de riviervallei slingert door het gebied en is de plaats voor enkele grotere woonkernen, molens en abdijen.
- la Petite Brenne: zuidelijk deel met meer bocagelandschap, hoogteverschillen en bossen; minder meren.

## Geschiedenis
Vanaf de 12de eeuw en gedurende de middeleeuwen werden de vijvers gegraven door monniken om er aan visvangst te doen. Met de uitgegraven aarde legde men wallen aan waardoor de vijvers  hoger kwamen te liggen en afgewaterd konden worden om de vis te vangen.
Gedurende de eerste jaren van de republiek werd de visvangst in de Brenne verboden en raakten de meren en sluizen in verval. Vanaf 1950 raakte de visvangst terug in opmars.
Op 22 december 1985 werd het gebied uitgeroepen tot regionaal park. Sinds 1991 is het ook een Ramsargebied.
De 47 gemeentes die onderdeel zijn van de Brenne hebben samen een bevolkingsaantal van ongeveer 31000 personen. De meeste grondbeziters wonen buiten de streek en gebruiken de gronden voor visvangst en de jacht. Om de leegloop van de streek een halt toe te roepen werd beslist dat er geen vijvers meer gegraven mogen worden groter dan 100m².

## Toerisme
- Recreatiedomein op en rond het meer van Bellebouche[4]
- Ecomuseum in het kasteel Naillac in Le Blanc
- Maison de la Nature en natuurreservaat bij Saint-Michel-en-Brenne
- Maison du Parc in La Bouchet (bij Rosnay)

## Fauna en Flora[5][6]
Het gebied huisvest ongeveer 2300 diersoorten en 1200 plantensoorten.

### Fauna
Zoogdierenrund, beverrat, everzwijn, ree, vos, Boommarter, bunzing, wilde kat, edelhert, woelmuizen, konijn, kaapse haas, eekhoorn, egel, watervleermuis, gewone dwergvleermuis
VogelsMen kan er 267 soorten aantreffen waaronder de roerdomp, geoorde fuut, purperreiger, kleine zilverreiger, kwak, kraanvogel, blauwe reiger, grote zilverreiger, koereiger, dodaars, fuut, kokmeeuw, witwangstern, wilde eend, krakeend, tafeleend, slobeend, wintertaling, meerkoet, waterhoen, kleine plevier, kievit, wulp, ijsvogel, goudplevier, woudaap, houtsnip, blauwe kiekendief, grauwe kiekendief, bruine kiekendief, zwarte wouw, buizerd, rode wouw, slangenarend, visarend, torenvalk, slechtvalk
ReptielenMen kan er 11 soorten aantreffen waaronder de Europese moerasschildpad, hagedis, adder, geelgroene toornslang, oostelijke smaragdhagedis
AmfibieënMen kan er 15 soorten aantreffen waaronder de boomkikker, rugstreeppad, geelbuikvuurpad, middelste groene kikker, kamsalamander, marmersalamander, kleine watersalamander, vinpootsalamander, vuursalamander
VissenMen kan er 32 soorten aantreffen waaronder de snoek, cottus gobio, elft, karper, blankvoorn, zeelt, baars
OngewerveldenMen trof al 2000 soorten aan, maar schattingen wijzen in de richting van 12.000 soorten. Bij de aangetroffen soorten zitten 61 soorten libellen en daarnaast ook de Europese bidsprinkhaan, heldenbok, vliegend hert, Heideblauwtje, beekjuffers, koningspage, zygaena loti

### Flora
Naast de vele gekende soorten zoals eik, wilg, braam, komt ook de orchidee in het wild voor.

## Afbeeldingen

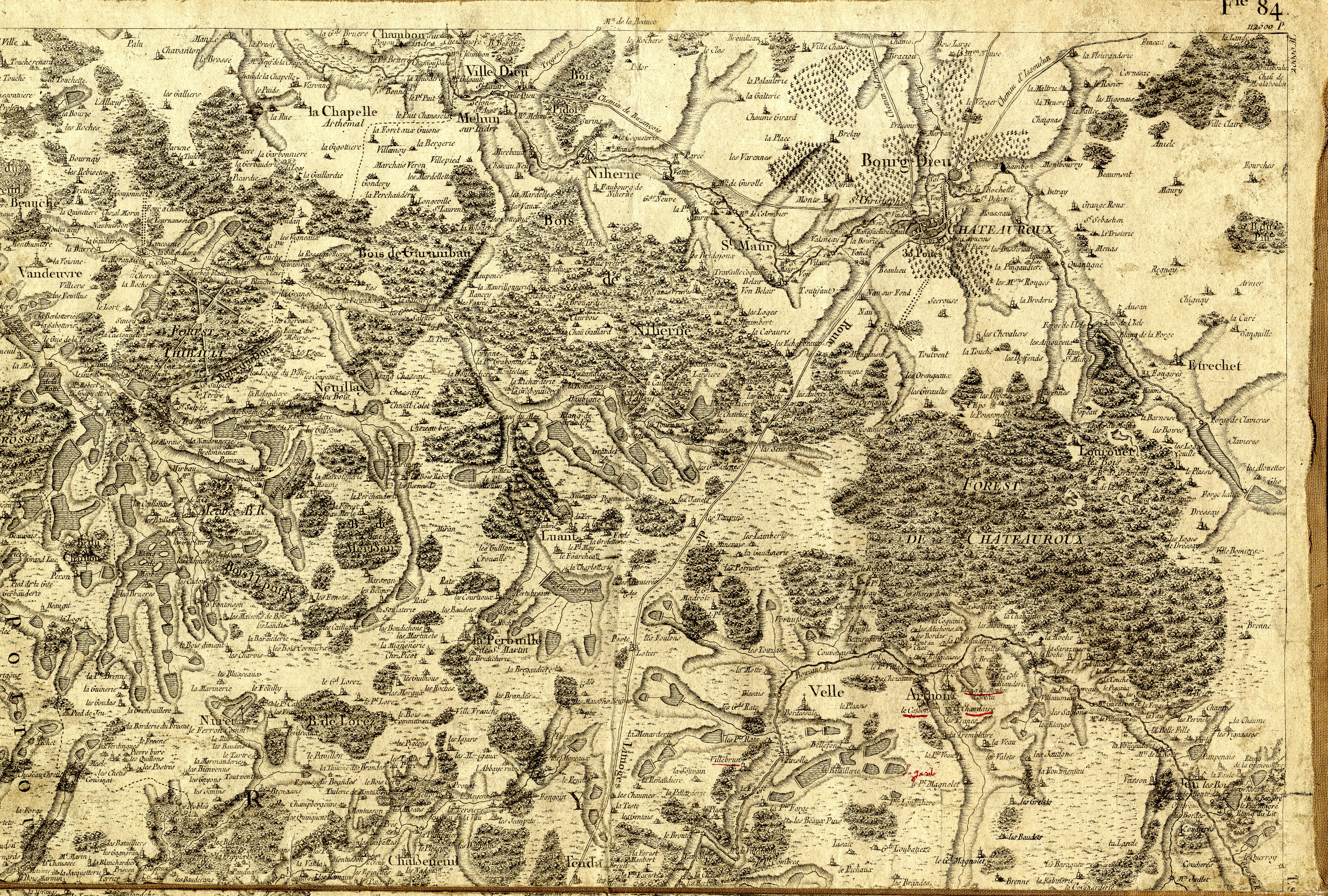
Historische kaart van de Brenne (17de eeuw)
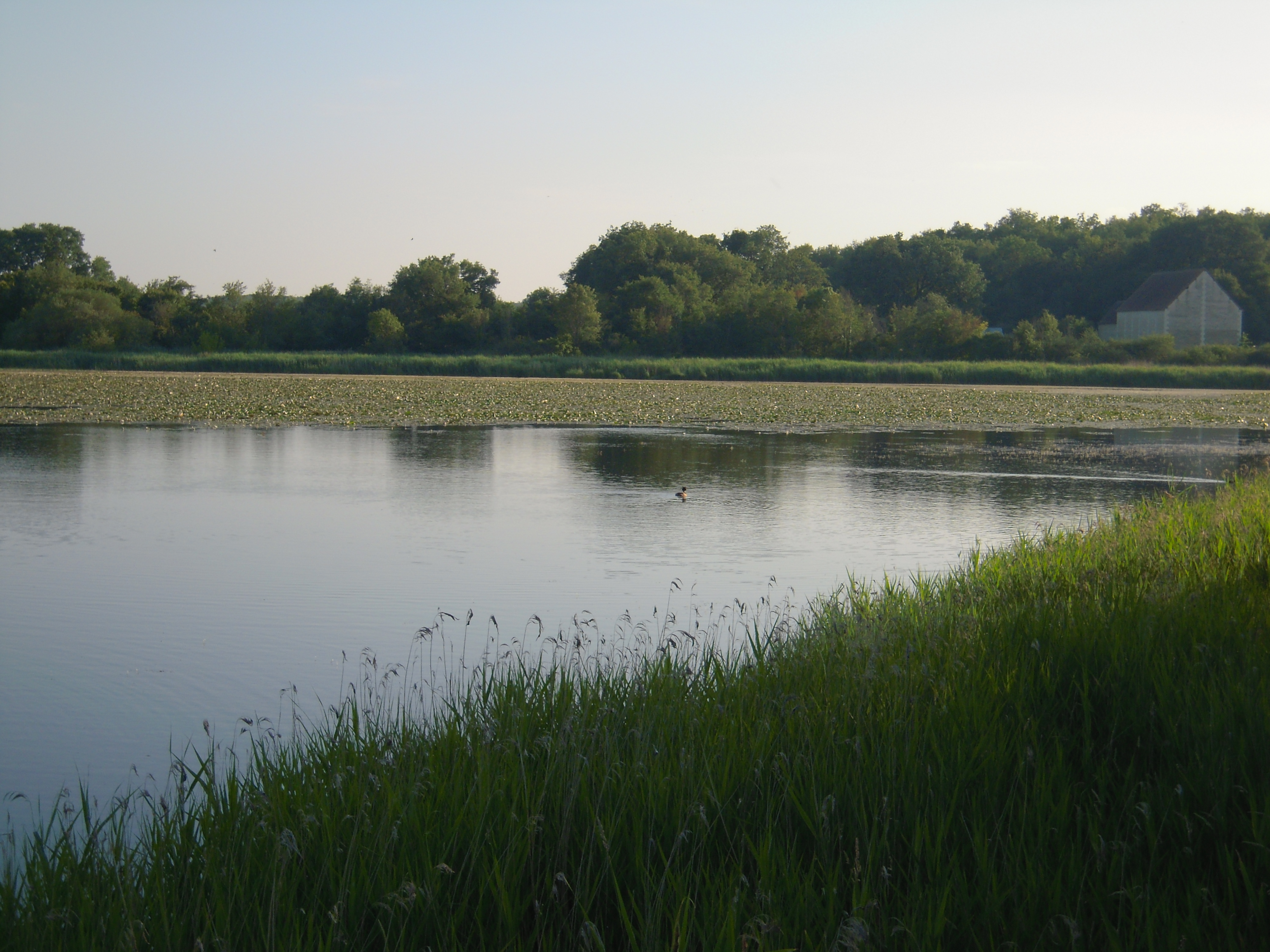
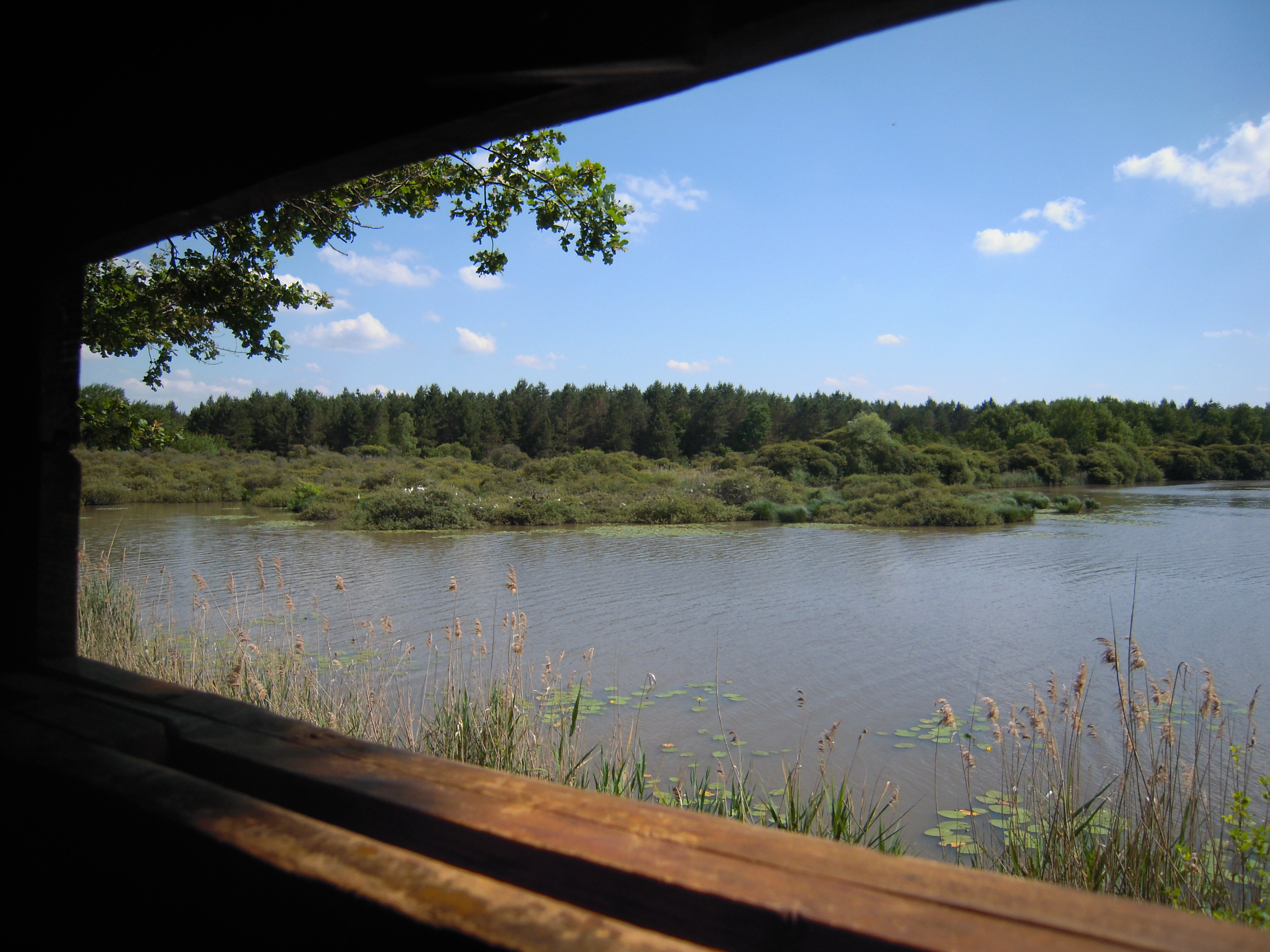